# Anschlag in Kabul am 27. Januar 2018
Der Anschlag in Kabul am 27. Januar 2018 war ein Terroranschlag in Kabul, der Hauptstadt von Afghanistan, bei dem mindestens 103 Menschen getötet und 235 weitere verwundet wurden.

## Anschlag
Am 27. Januar 2018 explodierte während der Hauptverkehrszeit ein mit Sprengstoff gefüllter Krankenwagen in der Nähe des Innenministeriums in der Chicken Street, einer belebten und stark bewachten Straße in der afghanischen Hauptstadt Kabul. Die Attentäter zündeten die Autobombe, als sie den zweiten einer Reihe von Polizei-Kontrollpunkten passierten, die zum Schutz der Botschafts- und Regierungsgebäude, darunter dem der Botschaft der Europäischen Union, eingerichtet wurden. Der Schock der Detonation war überall in der Hauptstadt zu spüren, mehrere Gebäude stürzten ein und es wurden Fassaden in der unmittelbaren Umgebung zerstört. Im nahen Jamhuriat-Krankenhaus wurden Ärzte und Zivilisten verletzt. In der Nähe des Anschlagsortes befinden sich mehrere Regierungsbüros, Unternehmen, eine Schule und das Hauptbüro der GIZ. Der Anschlag war der dritte größere Angriff in Afghanistan innerhalb von sieben Tagen, zuvor hatte es Anschläge auf eine Hilfsorganisation in Dschalalabad in der Provinz Nangarhar und auf das Hotel Intercontinental in Kabul gegeben.
Der Koordinator der italienischen Hilfsorganisation Emergency, die ein Traumazentrum in der Stadt betreibt, bezeichnete das Ereignis als „Massaker“. Berichten zufolge hatten die Angreifer in dem sprengstoffbeladenen Krankenwagen eine erste Sicherheitskontrolle passieren können, indem sie behaupteten, einen Notfallpatienten zu transportieren. An einem weiteren Kontrollpunkt wurden sie jedoch aufgehalten und die Polizei versuchte, das Fahrzeug an der Weiterfahrt zu hindern. Daraufhin zündete der Fahrer die Bombe. Viele der insgesamt 103 Todesopfer konnten im Nachhinein nicht identifiziert werden. 235 Menschen wurden verletzt.

## Täter
Die Taliban bekannten sich zu dem Bombenanschlag.
Die afghanische Regierung bezeichnete den Anschlag als Verbrechen gegen die Menschlichkeit und warf Pakistan vor, die Angreifer unterstützt zu haben. Pakistan streitet ab, afghanische Aufständische zu unterstützen.

## Folgen
Der Anschlag war bereits der dritte größere Angriff innerhalb einer Woche in Afghanistan. Präsident Aschraf Ghani beschuldigte Pakistan erneut, nicht gegen Taliban-Terroristen vorgegangen zu sein. Ghani schwor Rache an den Taliban und schickte eine afghanische Geheimdienstdelegation nach Pakistan, um „unbestreitbare“ Beweise dafür zu übergeben, dass die Terroristen den Bombenanschlag von Pakistan aus geplant hätten. In der Folge des Anschlags und der nachfolgenden öffentlichen Empörung verschlechterten sich außerdem die Aussichten auf Frieden zwischen der afghanischen Regierung und den Taliban. Ein Sprecher des Präsidenten erklärte, die Taliban hätten „die Gelegenheit zu Friedensgesprächen verpasst“. Die Verwendung eines Krankenwagens für eine Autobombe wurde vom Internationalen Komitee des Roten Kreuzes als perfider Akt bezeichnet.